# Shōta Fujio
Shōta Fujio (jap. 藤尾 翔太, Fujio Shōta; * 2. Mai 2001 in Izumi, Präfektur Osaka) ist ein japanischer Fußballspieler.

## Karriere
Shōta Fujio erlernte das Fußballspielen in den Jugendmannschaften des Ripace SC und Cerezo Osaka. Seinen ersten Vertrag unterschrieb er 2020 bei Cerezo Osaka. Der Verein aus Osaka, einer Stadt in der Präfektur Osaka, spielte in der höchsten japanischen Liga, der J1 League. Die U23-Mannschaft des Vereins spielte in der dritten Liga, der J3 League. Als Jugendspieler kam er bereits 16-mal in der dritten Liga zum Einsatz. 2020 stand er fünfmal in der ersten Liga auf dem Spielfeld. Für die U23 lief er 26-mal auf. Im Juni 2021 wechselte er auf Leihbasis zum Zweitligisten Mito Hollyhock. In Mito stand er 22-mal in der zweiten Liga auf dem Spielfeld. Die Saison 2022 wurde er an den Erstligaabsteiger Tokushima Vortis nach Tokushima ausgeliehen. Für Vortis bestritt er 30 Ligaspiele und schoss dabei zehn Tore. Nach der Ausleihe kehrte er im Januar 2023 zu Osaka zurück. Anfang März 2023 wurde er nach Machida an den Zweitligisten FC Machida Zelvia ausgeliehen. Am Ende der Saison 2023 feierte er mit Machida die Zweitligameisterschaft sowie den Aufstieg in die erste Liga. Nach dem Aufstieg wurde er von Machida im Februar 2024 fest unter Vertrag genommen.

## Erfolge
FC Machida Zelvia
- Japanischer Zweitligameister: 2023  ▲